# Colpocephalum californici
Colpocephalum californici es una especie extinta de piojo de la familia Colpocephalidae (o Menoponidae según otros taxónomos) que parasitaba al cóndor de California (Gymnogyps californianus). Fue descrita por Roger D. Price y James R. Beer en 1963 basándose en la observación de nueve ejemplares, cuatro hembras y cinco machos.

## Extinción

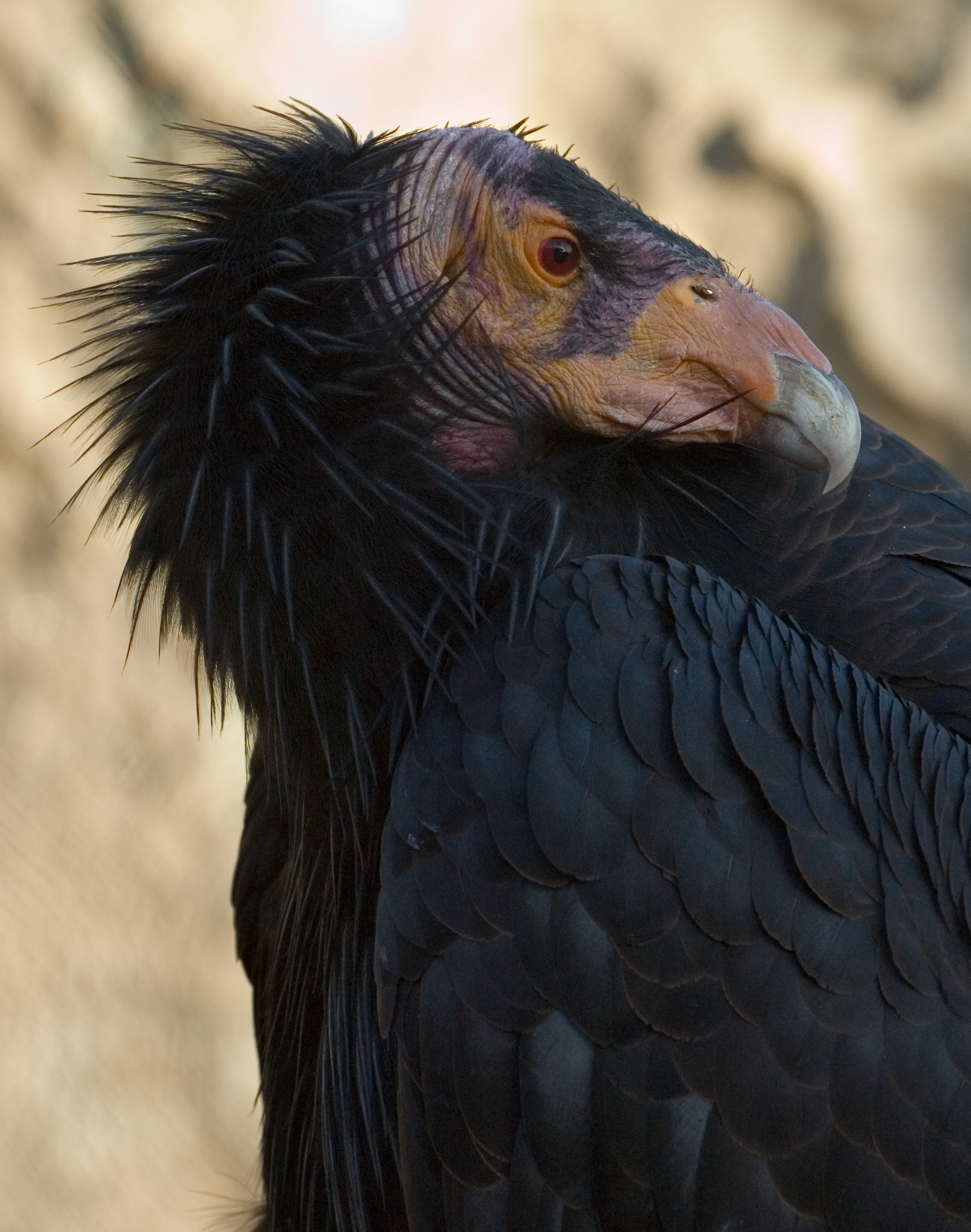
Cóndor de California

C. californici se extinguió probablemente en la década de 1980, cuando los últimos cóndores de California en libertad fueron capturados para un programa de conservación y sometidos a un tratamiento antiparasitario. Se ha puesto ocasionalmente como ejemplo de la pérdida de biodiversidad de parásitos inducida por el ser humano a consecuencia de las actividades por la conservación de sus huéspedes.